# جبن الطولوم
جبنة الطُّولُوم أو الطُّلُوم (بالتركية: tulum peyniri)‏ جبن ماعز تركي تقليدي ينضج في غلاف من جلد الماعز، أما اليوم فيُنضج في ماء مالح. والطولوم تعني النّحي أو الزِّقّ، أي وعاءٌ من جلدٍ يُجَزُّ شعرُهُ ولا يُنْتَف، للشراب وغيره.

## صناعة الجبنة

### تقليديًّا
يُصنع جبن الطولوم عن طريق تسخين حليب الماعز عالي الدسم إلى درجة حرارة 30 °م (86 °ف) وبعد ذلك تفسدها من خلال إضافة مادة بادئة. ثم يبدأ الحليب في التجلط. يتحول الحليب بالكامل إلى خثارة أو رائب ومصل اللبن بعد نحو ساعة.
تُجفَّف الخثارة وتقطيعها مرارًا وتكرارًا بواسطة سكاكين خاصة إلى مكعبات أصغر ما يسمح بتصفية مصل اللبن. يجب الحفاظ على درجة الحرارة ثابتة طوال هذه العملية. تُجمع الخثارة في شاش من القنب وتنظف وتبرد وترطب قبل الاستخدام. ثم تعلّق حزم اللبن الرائب لمدة ثماني ساعات للسماح لها بالجفاف والعلاج. ثم تُضغط الخثارة الموجودة في القماش القطني في شكل بغطاء خشبي. ثم يُوضع وزن على الغطاء لعدة ساعات ما يسمح بإخراج المزيد من مصل اللبن. تقطع بعد ذلك الخثارة إلى قطع بحجم قطعة الصابون وتُغمر في أجاج أو محلول ملحي. ثم تُرتّب القطع على منضدة، وتُجفف لمدة 24 ساعة.
تُسحق الخثارة باليد في اليوم التالي وتُعجن بحليب الماعز النيئ ثم تُحشى بإحكام في غلاف من جلد الماعز الذي يُنظف ويُملح. تُغطى حشوة الخثارة بالملح وتُثبت فتحة الغلاف بسلك. يُخزن غلاف جلد الماعز في مكان بارد مثل كهف أو قبو في درجات حرارة من 10 إلى 12 °م (50 إلى 54 °ف) لمدة ستة أشهر تقريبًا حتى تنضج. قد يكون الغلاف مثقوبًا من جوانبه للسماح بتصريف أي بقايا مصل اللبن.

### تجاريًا
على عكس الجبن المصنوع منزليًا فإن الطولوم التجاري مصنوع من حليب الماعز الذي يحتوي على نسبة منخفضة من الدهون ويخلط بحليب الجاموس أو حليب الأغنام ويُنضج في أغلفة من جلد البقر ويُنتَج في عملية متسارعة تجعله مع ذلك أقل متانة. مذاقه مختلف قليلاً وقد تتعفن. عادة ما تنضَج الطُّلوم المنتج تجاريًا في براميل بلاستيكية.

## جبن الطولوم حسب الموقع
يختلف جبن الطولوم في تركيا حسب الموقع الذي أنتجت فيه، فيختلف الجبن القادم من أجزاء مختلفة من البلاد في الذوق بسبب الاختلاف في تقنيات الإنتاج. أبرز أنواع جبن الطولوم هي:
جبن الطولوم من أرزنجان

تُصنع في مقاطعة أرزنجان في منطقة شرق الأناضول.
جبن الطولوم من إزمير

يختلف جبن الطولوم في إزمير عن أنواع جبن الطولوم الإقليمية الأخرى في المعالجة والخصائص. يُنتج في مقاطعات منطقة بحر إيجة مثل إزمير وأيدين ومَنيسة ومُغلة وبالق أسير، وهو مصنوع من الحليب الخام المسخن إلى 60–65 °م (140–149 °ف) ثم تُبرّد على الفور إلى درجة حرارة محمضة. تُنقع الخثارة في محلول 16٪ وتُعالج لليلة واحدة. ثم تُحشى الخثارة في علب بها محلول ملحي بنسبة 12٪ للنضوج.
جبن الطولوم من دِفلة
دِفلة هي قرية في منطقة عَيرنسة بمقاطعة قرمان في منطقة وسط الأناضول.
جبن الطولوم من جيمي

جيمي (Çimi) قرية في منطقة أقصقة (Akseki) في مقاطعة أنطالية في منطقة البحر الأبيض المتوسط.
جبن الطولوم من قرجي

يُنتج هذا النوع في قرجة (Kargı) بمقاطعة جوروم في منطقة البحر الأسود، وهو أقرب ما يكون إلى الأنواع التقليدية جبن الطولوم. يُستهلك الإنتاج السنوي البالغ 25 طنًا في الغالب في جوروم والمحافظات المجاورة لها قسطموني وسَمسون وأنقرة.